# John Wayne's Dream
John Wayne's Dream är en amerikansk utgåva av rockgruppen Big Countrys album "Driving to Damascus" utgiven 2002.

## Låtlista
1. Driving to Damascus
2. Dive Into Me
3. See You
4. Perfect World
5. Somebody Else
6. Fragile Thing
7. The President Slipped and Fell
8. Devil in the Eye
9. Trouble the Waters
10. Bella
11. Your Spirit to Me
12. Grace
13. I Get Hurt
14. This Bloods for You
15. Loserville
16. John Wayne's Dream